# Acrolophus harparsen
Acrolophus harparsen är en fjärilsart som beskrevs av Forbes 1931. Acrolophus harparsen ingår i släktet Acrolophus och familjen Acrolophidae. Inga underarter finns listade i Catalogue of Life.